# ジャスティン・モロー
ジャスティン・モロー（Justin Morrow、1987年10月4日 - ）は、アメリカ合衆国・オハイオ州クリーブランド出身の元プロサッカー選手。現役時代のポジションはDF。

## 経歴

### 初期
ノートルダム大学在学中は同校のサッカー部でプレーする傍ら、デベロップメントリーグのクラブでもプレー。

### クラブ
2010年のMLSスーパードラフトで、2巡目（全体28人目）にサンノゼ・アースクエイクスに指名された。
4月14日のUSオープンカップ・レアル・ソルトレイク戦でプロデビュー。5月1日のコロラド・ラピッズ戦でMLS初出場。
2013年12月、トロントFCに移籍。

### 代表
2013年1月のカナダ戦でアメリカ合衆国代表デビュー。2017 CONCACAFゴールドカップではマルティニーク戦に出場した。

## タイトル
サンノゼ
- サポーターズ・シールド: 2012

トロント
- MLSカップ: 2017
- サポーターズ・シールド: 2017
- カナディアン・チャンピオンシップ 2016, 2017, 2018
- MLSイースタンカンファレンス: 2016, 2017

アメリカ合衆国代表
- CONCACAFゴールドカップ: 2017

個人
- MLSオールスター: 2012
- MLS年間ベストイレブン: 2017